# Melica ceretana
Melica ceretana är en gräsart som beskrevs av fader Sennen. Melica ceretana ingår i släktet slokar, och familjen gräs. Inga underarter finns listade i Catalogue of Life.